# Товстовский сельский совет (Семёновский район)
Товстовский сельский совет (укр. Товстівська сільська рада) — входит в состав
Семёновского района
Полтавской области
Украины.
Административный центр сельского совета находится в 
с. Толстое.

## Населённые пункты совета
- с. Толстое
- с. Бадёровка
- с. Гребли
- с. Новая Александровка
- с. Новоселица
- с. Слюзовка
- с. Червоный Лиман